# Julie Hirschfeld Davis
Julie Hirschfeld Davis (nacida Julie Ruth Hirschfeld; Englewood, 17 de abril de 1975) es una periodista estadounidense. Actualmente es editora de noticias del Congreso de The New York Times y analista política de CNN. Anteriormente fue corresponsal de la Casa Blanca.

## Primeros años de vida
Davis nació el 17 de abril de 1975, hijo de Jimmy Hirschfeld y Janet (de soltera Rubner) en Englewood, Nueva Jersey. Asistió a la Escuela Fieldston de Cultura Ética en la ciudad de Nueva York, donde se convirtió en editora de The Fieldston News en su tercer año, y luego recibió una licenciatura en Ética, Política y Economía de la Universidad Yale en 1997.

## Carrera
La primera incursión de Davis en el periodismo se produjo a los 10 años, cuando entrevistó al hombre de los perritos calientes en la esquina frente a su escuela primaria para un artículo de su programa extraescolar, pero su primer papel adecuado llegó después de graduarse en Yale y conseguir una pasantía. en la oficina de Washington de The Dallas Morning News en 1998. 
Continuó cubriendo Capitol Hill como redactora senior en Congressional Quarterly hasta 2002, cuando fue nombrada por primera vez corresponsal en la Casa Blanca para The Baltimore Sun. Davis pasó a ser reportera política en 2007 para Associated Press y luego, en 2011, para Bloomberg.
En 2009, ganó el Premio Everett McKinley Dirksen por Informes Distinguidos del Congreso por su cobertura de la respuesta federal a la crisis financiera de 2007-2008.
Davis se convirtió en corresponsal de The New York Times en la Casa Blanca en 2014, antes de las elecciones presidenciales de Estados Unidos de 2016. Fue nombrada corresponsal en el Congreso de The Times en 2018. Es analista política habitual en CNN, pero también ha aparecido en MSNBC.
En 2018, Davis apareció en el documental The Fourth Estate, publicado por Showtime, que se centró en la cobertura del Times del primer año de la administración de Donald Trump.
Su libro, Border Wars: Inside Trump's Assault on Immigration, coescrito con Michael D. Shear, fue publicado por Simon & Schuster en octubre de 2019.

## Vida personal
Davis se casó con Jonathan Michael Davis en el Yale Club of New York City en Manhattan en 2001. Su marido también se graduó con magna cum laude en la Universidad de Yale.